# روبين مارين
روبين مارين (بالإسبانية: Rubén Marín)‏ هو محامي وسياسي أرجنتيني، ولد في 1 مايو 1934 في الأرجنتين. حزبياً، نشط في الحزب العدلي. وقد انتخب عضو مجلس الشيوخ الأرجنتيني عن دائرة لا بامبا (6 ديسمبر 1989 – 18 ديسمبر 1991) وانتخب عضو مجلس النواب في الأرجنتين.